# Lista de prêmios e indicações recebidos por The Avengers (2012)
Os Vingadores, é um filme estadunidense de super-herói, dirigido e com roteiro de Joss Whedon, baseado na equipe de super-heróis de mesmo nome, da Marvel Comics. Estrelando Robert Downey, Jr., Chris Evans, Mark Ruffalo, Chris Hemsworth, Scarlett Johansson, Jeremy Renner, Tom Hiddleston, Clark Gregg, Cobie Smulders, Stellan Skarsgård e Samuel L. Jackson.  Nick Fury, diretor da organização pacificadora S.H.I.E.L.D., recruta Homem de Ferro, Capitão América, o Hulk e Thor para formar a equipe que deve deter o irmão adotivo de Thor, Loki, de subjugar a Terra.
Os Vingadores estreou em 11 de Abril de 2012, no El Capitan Theatre em Hollywood (25 de Abril em Portugal, e 27 de Abril no Brasil), e desde então acumulou inúmeros prêmios e indicações, com a maioria das indicações reconhecendo o filme em si, a atuação do elenco (particularmente as de Robert Downey Jr., Scarlett Johansson e Chris Hemsworth) e os efeitos visuais. O filme foi indicado para um oscar de melhores efeitos visuais e um prêmio BAFTA por melhores efeitos visuais especiais. Os Vingadores também foi indicado para três Critics' Choice Movie Award, cinco Empire Awards, seis Kids' Choice Awards, seis MTV Movie Awards (ganhando três), treze People's Choice Awards (ganhando três), seis Saturn Awards (ganhando quatro), onze Teen Choice Awards (ganhando dois), e seis prêmios VES (ganhando dois).

## Prêmios
| Prêmio                      | Cerimônia              | Categoria                                                             | Premiado | Notas    | Ref.                 |
| --------------------------- | ---------------------- | --------------------------------------------------------------------- | --- | -------- | -------------------- |
| Golden Trailer Awards       | 31 de Maio de 2012     | Trailer de Maior Sucesso do Verão 2012                                | Os Vingadores | Indicado | [ 1 ]                |
| Golden Trailer Awards       | 31 de Maio de 2012     | Melhor Comercial de TV de Ação                                        | Os Vingadores | Indicado | [ 1 ]                |
| Teen Choice Awards          | 22 de Julho de 2012    | Melhor Filme de Sci-Fi/Fantasia                                       | Os Vingadores | Indicado | [ 2 ] [ 3 ] [ 4 ]    |
| Teen Choice Awards          | 22 de Julho de 2012    | Melhor Ator de Filme de Sci-Fi/Fantasia                               | Chris Hemsworth | Indicado | [ 2 ] [ 3 ] [ 4 ]    |
| Teen Choice Awards          | 22 de Julho de 2012    | Melhor Ator de Filme de Sci-Fi/Fantasia                               | Robert Downey, Jr. | Indicado | [ 2 ] [ 3 ] [ 4 ]    |
| Teen Choice Awards          | 22 de Julho de 2012    | Melhor Atriz de Filme de Sci-Fi/Fantasia                              | Scarlett Johansson | Indicado | [ 2 ] [ 3 ] [ 4 ]    |
| Teen Choice Awards          | 22 de Julho de 2012    | Melhor Chilique                                                       | Mark Ruffalo | Indicado | [ 2 ] [ 3 ] [ 4 ]    |
| Teen Choice Awards          | 22 de Julho de 2012    | Melhor Vilão de Filme                                                 | Tom Hiddleston | Indicado | [ 2 ] [ 3 ] [ 4 ]    |
| Teen Choice Awards          | 22 de Julho de 2012    | Ladrão de Cena – Masculino                                            | Chris Evans | Indicado | [ 2 ] [ 3 ] [ 4 ]    |
| Teen Choice Awards          | 22 de Julho de 2012    | Melhor Filme de Ação do Verão                                         | Os Vingadores | Venceu   | [ 2 ] [ 3 ] [ 4 ]    |
| Teen Choice Awards          | 22 de Julho de 2012    | Melhor Ator do Verão                                                  | Robert Downey, Jr. | Indicado | [ 2 ] [ 3 ] [ 4 ]    |
| Teen Choice Awards          | 22 de Julho de 2012    | Melhor Ator do Verão                                                  | Chris Hemsworth (junto com Branca de Neve e o Caçador)                                                                  | Venceu   | [ 2 ] [ 3 ] [ 4 ]    |
| Teen Choice Awards          | 22 de Julho de 2012    | Melhor Atriz do Verão                                                 | Scarlett Johansson | Indicado | [ 2 ] [ 3 ] [ 4 ]    |
| Hollywood Awards            | 10 de Outubro de 2012  | Efeitos Visuais                                                       | Jeff White | Venceu   | [ 5 ]                |
| People's Choice Awards      | 9 de Janeiro de 2013   | Filme Favorito                                                        | Os Vingadores | Indicado | [ 6 ]                |
| People's Choice Awards      | 9 de Janeiro de 2013   | Filme Favorito de Ação                                                | Os Vingadores | Indicado | [ 6 ]                |
| People's Choice Awards      | 9 de Janeiro de 2013   | Franquia de Filmes Favorita                                           | Os Vingadores | Indicado | [ 6 ]                |
| People's Choice Awards      | 9 de Janeiro de 2013   | Ator de Filme Favorito                                                | Robert Downey, Jr. | Venceu   | [ 6 ]                |
| People's Choice Awards      | 9 de Janeiro de 2013   | Atriz de Filme Favorita                                               | Scarlett Johansson | Indicado | [ 6 ]                |
| People's Choice Awards      | 9 de Janeiro de 2013   | Estrela de Filme Favorita                                             | Chris Evans | Indicado | [ 6 ]                |
| People's Choice Awards      | 9 de Janeiro de 2013   | Estrela de Filme Favorita                                             | Chris Hemsworth (também por Branca de Neve e o Caçador)                                                                 | Venceu   | [ 6 ]                |
| People's Choice Awards      | 9 de Janeiro de 2013   | Estrela de Filme Favorita                                             | Robert Downey, Jr. | Indicado | [ 6 ]                |
| People's Choice Awards      | 9 de Janeiro de 2013   | Super-herói de Filme Favorito                                         | Chris Evans como Capitão América                                                                                        | Indicado | [ 6 ]                |
| People's Choice Awards      | 9 de Janeiro de 2013   | Super-herói de Filme Favorito                                         | Chris Hemsworth como Thor                                                                                               | Indicado | [ 6 ]                |
| People's Choice Awards      | 9 de Janeiro de 2013   | Super-herói de Filme Favorito                                         | Robert Downey, Jr. como Homem de Ferro                                                                                  | Venceu   | [ 6 ]                |
| People's Choice Awards      | 9 de Janeiro de 2013   | Química Favorita                                                      | Scarlett Johansson e Jeremy Renner                                                                                      | Indicado | [ 6 ]                |
| People's Choice Awards      | 9 de Janeiro de 2013   | Cara do Heroísmo Favorita                                             | Scarlett Johansson | Indicado | [ 6 ]                |
| Critic's Choice Movie Award | 10 de Janeiro de 2013  | Melhor Filme de Ação                                                  | Os Vingadores | Indicado | [ 7 ]                |
| Critic's Choice Movie Award | 10 de Janeiro de 2013  | Melhor Ator de Filme de Ação                                          | Robert Downey, Jr. | Indicado | [ 7 ]                |
| Critic's Choice Movie Award | 10 de Janeiro de 2013  | Melhores Efeitos Visuais                                              | Os Vingadores | Indicado | [ 7 ]                |
| Annie Award                 | 2 de Fevereiro de 2013 | Conquista Notável, Efeitos Animados em uma Produção Live Action       | Jerome Platteaux, John Sigurdson, Ryan Hopkins, Raul Essig, Mark Chataway Os Vingadores – Industrial Light & Magic      | Venceu   | [ 8 ]                |
| Annie Award                 | 2 de Fevereiro de 2013 | Conquista Notável, Animação de Personagem em uma Produção Live Action | Jakub Pistecky, Maia Kayser, Scott Benza, Steve King, Kiran Bhat Os Vingadores – Industrial Light & Magic               | Indicado | [ 8 ]                |
| VES Awards                  | 5 de Fevereiro de 2013 | Melhores Efeitos Visuais em um Filme de Efeitos Visuais Essenciais    | Os Vingadores: Susan Pickett, Janek Sirrs, Jeff White, Guy Williams                                                     | Indicado | [ 9 ]                |
| VES Awards                  | 5 de Fevereiro de 2013 | Melhor Personagem Animado em um Filme Live Action                     | O Hulk: Marc Chu, John Doublestein, Cyrus Jam, Jason Smith                                                              | Indicado | [ 9 ]                |
| VES Awards                  | 5 de Fevereiro de 2013 | Melhor Ambiente Virtual em um Filme Live Action                       | Midtown Manhattan: Richard Bluff, Giles Hancock, David Meny, Andy Proctor                                               | Venceu   | [ 9 ]                |
| VES Awards                  | 5 de Fevereiro de 2013 | Melhor Ambiente Virtual em um Filme Live Action                       | Downtown Manhattan: Colin Benoit, Jeremy Goldman, Tory Mercer, Anthony Rispoli                                          | Indicado | [ 9 ]                |
| VES Awards                  | 5 de Fevereiro de 2013 | Melhor Modelo em Filme                                                | Helicarrier: Rene Garcia, Bruce Holcomb, Polly Ing, Aaron Wilson                                                        | Venceu   | [ 9 ]                |
| VES Awards                  | 5 de Fevereiro de 2013 | Melhor Composição em Filme                                            | Hulk Punch: Chris Balog, Peter Demarest, Nelson Sepulveda, Alan Travis                                                  | Indicado | [ 9 ]                |
| British Academy Film Awards | February 10, 2013      | Best Special Visual Effects                                           | Marvel Avengers Assemble                                                                                                | Indicado | [ 10 ]               |
| Golden Reel Awards          | February 17, 2013      | Best Sound Editing — Sound Effects and Foley in a Feature Film        | The Avengers | Indicado | [ 11 ]               |
| Academy Awards              | February 24, 2013      | Best Visual Effects                                                   | Janek Sirrs, Jeff White, Guy Williams and Dan Sudick                                                                    | Indicado | [ 12 ]               |
| Kids' Choice Awards         | March 23, 2013         | Favorite Movie                                                        | The Avengers | Indicado | [ 13 ]               |
| Kids' Choice Awards         | March 23, 2013         | Favorite Movie Actress                                                | Scarlett Johansson | Indicado | [ 13 ]               |
| Kids' Choice Awards         | March 23, 2013         | Favorite Male Buttkicker                                              | Robert Downey, Jr. | Indicado | [ 13 ]               |
| Kids' Choice Awards         | March 23, 2013         | Favorite Male Buttkicker                                              | Chris Hemsworth | Indicado | [ 13 ]               |
| Kids' Choice Awards         | March 23, 2013         | Favorite Female Buttkicker                                            | Scarlett Johansson | Indicado | [ 13 ]               |
| Kids' Choice Awards         | March 23, 2013         | Favorite Villain                                                      | Tom Hiddleston | Indicado | [ 13 ]               |
| Empire Awards               | March 24, 2013         | Best Sci-Fi/Fantasy                                                   | Avengers Assemble | Indicado | [ 14 ]               |
| Empire Awards               | March 24, 2013         | Best 3D                                                               | Avengers Assemble | Indicado | [ 14 ]               |
| Empire Awards               | March 24, 2013         | Best Director                                                         | Joss Whedon | Indicado | [ 14 ]               |
| Empire Awards               | March 24, 2013         | Best Actor                                                            | Robert Downey, Jr. | Indicado | [ 14 ]               |
| Empire Awards               | March 24, 2013         | Best Film                                                             | Avengers Assemble | Indicado | [ 14 ]               |
| MTV Movie Awards            | April 14, 2013         | Movie of the Year                                                     | The Avengers | Venceu   | [ 15 ] [ 16 ] [ 17 ] |
| MTV Movie Awards            | April 14, 2013         | Best On-Screen Duo                                                    | Robert Downey, Jr. and Mark Ruffalo                                                                                     | Indicado | [ 15 ] [ 16 ] [ 17 ] |
| MTV Movie Awards            | April 14, 2013         | Best Fight                                                            | Robert Downey, Jr., Chris Evans, Mark Ruffalo, Chris Hemsworth, Scarlett Johansson and Jeremy Renner vs. Tom Hiddleston | Venceu   | [ 15 ] [ 16 ] [ 17 ] |
| MTV Movie Awards            | April 14, 2013         | Best Hero                                                             | Robert Downey, Jr. | Indicado | [ 15 ] [ 16 ] [ 17 ] |
| MTV Movie Awards            | April 14, 2013         | Best Hero                                                             | Mark Ruffalo | Indicado | [ 15 ] [ 16 ] [ 17 ] |
| MTV Movie Awards            | April 14, 2013         | Best Villain                                                          | Tom Hiddleston | Venceu   | [ 15 ] [ 16 ] [ 17 ] |
| Saturn Awards               | June 26, 2013          | Best Science Fiction Film                                             | The Avengers | Venceu   | [ 18 ] [ 19 ]        |
| Saturn Awards               | June 26, 2013          | Best Supporting Actor                                                 | Clark Gregg | Venceu   | [ 18 ] [ 19 ]        |
| Saturn Awards               | June 26, 2013          | Best Director                                                         | Joss Whedon | Venceu   | [ 18 ] [ 19 ]        |
| Saturn Awards               | June 26, 2013          | Best Writing                                                          | Joss Whedon | Indicado | [ 18 ] [ 19 ]        |
| Saturn Awards               | June 26, 2013          | Best Editing                                                          | Jeffrey Ford, Lisa Lassek                                                                                               | Indicado | [ 18 ] [ 19 ]        |
| Saturn Awards               | June 26, 2013          | Best Special Effects                                                  | Janek Sirrs, Jeff White, Guy Williams, Dan Sudick                                                                       | Venceu   | [ 18 ] [ 19 ]        |
| Hugo Awards                 | September 1, 2013      | Best Dramatic Presentation — Long Form                                | The Avengers | Venceu   | [ 20 ]               |